# EchoStar VII
O EchoStar VII é um satélite de comunicação geoestacionário estadunidense que foi construído pela Lockheed Martin. Ele está localizado na posição orbital de 119 graus de longitude oeste e é operado pela EchoStar. O satélite foi baseado na plataforma A2100AX e sua expectativa de vida útil é de 12 anos.

## Lançamento
O satélite foi lançado com sucesso ao espaço no dia 21 de fevereiro de 2002 às 05:21 UTC, por meio de um veiculo Blok-DM3 lançado a partir da Estação da Força Aérea de Cabo Canaveral, na Flórida, EUA. Ele tinha uma massa de lançamento de 4 026 kg.

## Capacidade e cobertura
O EchoStar VII é equipado com 32 transponders em banda Ku para fornecer comunicações de áudio e vídeo para o território continental dos Estados Unidos, Havaí, Alasca e Porto Rico.